# ACS Dacia Unirea Brăila
El ACS Dacia Unirea Brăila és un club de futbol romanès de la ciutat de Brăila, fundat el 1922. L'equip disputa els seus partits com a local en el Stadionul Municipal i juga en la Lliga II.

## Història
El club va ser fundat el 1922 i des de llavors ha tingut diferents noms. Aquests són:
- 1922-1937 Dacia Unirea Brăila
- 1937-1938 DUIG Brăila
- 1938-1940 Dacia Unirea Brăila
- 1940-1946 F.C. Brăila
- 1946-1947 Dacia Unirea Brăila
- 1953-1956 refundació com a Metalul Brăila
- 1956-1957 Energia Brăila
- 1957-1958 Dinamo Brăila
- 1958-1960 Indústria Sârmei Brăila
- 1960-1962 CSM Brăila
- 1962-1963 Progresul Brăila
- 1963-1965 Laminorul Brăila
- 1965-1967 Constructorul Brăila
- 1967-1975 Progresul Brăila
- 1975-1980 F.C. Brăila
- 1980-1991 Progresul Brăila
- 1991-2006 Dacia Unirea Brăila
- 2006-2015 CF Brăila
- 2015-avui Dacia Unirea Brăila[1]

## Palmarès
Liga I:
- Campions (0):, Millor resultat: 6º en 1991-92

Liga II:
- Campions (3): 1934-35, 1943-1944, 1989-90
- SubCampions (6): 1935–36, 1974–75, 1975–76, 1988–89, 1994–95, 1995–96

Liga III:
- Campions (3): 1963-64, 2000-01, 2009-10
- SubCampions (2): 1957–58, 1967–68

Cupa României:
- Campions (0):
- Finalistes (1): 1992–93